# Jason Mraz's Beautiful Mess - Live on Earth
Beautiful Mess - Live On Earth is een livealbum en -dvd van de Amerikaanse singer-songwriter Jason Mraz. De cd/dvd is uitgegeven in 2009. In Nederland was de release op 6 november 2009. De opnames van de cd/dvd vonden plaats in Chicago, Illinois op 13 augustus 2009.

## Tracklist
1. "Intro"
2. "Sunshine Song"
3. "Traveler/Make It Mine"
4. "Anything You Want"
5. "Coyotes"
6. "Live High"
7. "Only Human"
8. "The Remedy"
9. "The Dynamo of Volition"
10. "A Beautiful Mess"
11. "I'm Yours"
12. "Lucky" ft. Colbie Caillat
13. "Copchase"
14. "All Night Long"
15. "Fall Through Glass" (Alleen op dvd)
16. "Butterfly"
17. "The Boy's Gone"
18. "I'm with you"

## Hitnotering

### NederlandseAlbum Top 100
| Hitnotering: (Week 1 t/m 4) 14-11-2009 t/m 05-12-2009 Hitnotering: (Week 5 t/m 6) 26-12-2009 t/m 02-01-2010 | Hitnotering: (Week 1 t/m 4) 14-11-2009 t/m 05-12-2009 Hitnotering: (Week 5 t/m 6) 26-12-2009 t/m 02-01-2010 | Hitnotering: (Week 1 t/m 4) 14-11-2009 t/m 05-12-2009 Hitnotering: (Week 5 t/m 6) 26-12-2009 t/m 02-01-2010 | Hitnotering: (Week 1 t/m 4) 14-11-2009 t/m 05-12-2009 Hitnotering: (Week 5 t/m 6) 26-12-2009 t/m 02-01-2010 | Hitnotering: (Week 1 t/m 4) 14-11-2009 t/m 05-12-2009 Hitnotering: (Week 5 t/m 6) 26-12-2009 t/m 02-01-2010 | Hitnotering: (Week 1 t/m 4) 14-11-2009 t/m 05-12-2009 Hitnotering: (Week 5 t/m 6) 26-12-2009 t/m 02-01-2010 | Hitnotering: (Week 1 t/m 4) 14-11-2009 t/m 05-12-2009 Hitnotering: (Week 5 t/m 6) 26-12-2009 t/m 02-01-2010 | Hitnotering: (Week 1 t/m 4) 14-11-2009 t/m 05-12-2009 Hitnotering: (Week 5 t/m 6) 26-12-2009 t/m 02-01-2010 | Hitnotering: (Week 1 t/m 4) 14-11-2009 t/m 05-12-2009 Hitnotering: (Week 5 t/m 6) 26-12-2009 t/m 02-01-2010 |
| Week | 01 | 02 | 03 | 04 | | 05 | 06 | |
| --- | --- | --- | --- | --- | --- | --- | --- | --- |
| Nummer | 53 | 88 | 98 | 99 | uit | 98 | 93 | uit |